# Opuntia lucayana
Opuntia lucayana är en kaktusväxtart som först beskrevs av Britton (pro sp.  Opuntia lucayana ingår i släktet fikonkaktusar, och familjen kaktusväxter. Inga underarter finns listade i Catalogue of Life.